# Adolphe Roussel
Armand Louis Adolphe Roussel (Antwerpen, 29 mei 1809 - Brussel, 6 januari 1875) was een figuur uit de Belgische Revolutie, Fransman van nationaliteit, maar tot Belg genaturaliseerd.

## Levensloop
Roussel was een zoon van de griffier van het vredegerecht Jacques Roussel, die in de Franse tijd 'sous-préfet' was, en van Philippine Martin. Hij trouwde met Henriette Lefèvre.
Begin 1830 werd de radicale Roussel tijdelijk geschorst als student rechten van de Rijksuniversiteit Leuven wegens zijn betrokkenheid bij rellen tegen het wettelijke Nederlandse gezag. Hierna richtte hij de radicale krant Journal de Louvain op, waarin hij kritiek bleef spuien op het beleid van koning Willem I.
Na de voorvallen op 25 augustus 1830 in Brussel werden bij de onlusten overal burgerwachten opgericht, onder de naam Garde Civique. Roussel nam het voortouw in Leuven waar wapens werden gebruikt van de schutterij. Waar in andere steden de burgerwachten meestal de orde deden weerkeren en het wettige gezag herstelden, keerde deze Leuvense burgerwacht zich tegen de koning. Op 31 augustus werd een Leuvense commissie met grieven naar Den Haag gestuurd.
Onder invloed van Roussel wachtte men niet op een antwoord, maar werd op 2 september een Leuvense kazerne aangevallen, waarop het regeringsleger de stad verliet. Hierna trok Roussel met 500 opstandelingen naar Brussel, om deel te gaan nemen aan de Septemberdagen. Hij werd door het Voorlopig Bewind benoemd als arrondissementscommissaris in Leuven en oefende een jaar deze functie uit.
Hoewel hij pas op 14 augustus 1835 promoveerde tot doctor in de rechten aan de Rijksuniversiteit Leuven (een dag vóór deze instelling definitief zijn deur sloot),, was hij al vanaf 1830 hoogleraar wijsbegeerte, letteren en jurisprudentie aan deze universiteit, die hem vroeger had weggezonden. Eens zijn doctoraat behaald, werd hij hoogleraar recht vanaf 1835 in de Université libre de Bruxelles en bleef dit tot aan zijn dood. Hij werd deken van de faculteit rechten aan de ULB in 1863-64 en 1873-74 en rector in 1862-1863. Hij was ook advocaat aan de Brusselse balie voor dezelfde periode en werd stafhouder in 1864-1865. Hij verwierf bekendheid als assisenpleiter.
Roussel werd in 1850 liberaal volksvertegenwoordiger voor het arrondissement Brussel en vervulde dit mandaat tot in 1854.

## Publicaties
- De origine dominii, dissertatio praemio ornata, Leuven, 1829.
- Encyclopédie du droit, 1843 en 1871.
- Observation sur les jurys d'examen et le projet de loi de 1849, Brussel, 1849.
- Premiers cahiers du cours de droit criminel, Leuven, 1831 à 1834.
- Examen impartial du projet de loi sur l'enseignement moyen, Brussel, 1850.